# Höheres Kommando z.b.V. XXXVI
Het Duitse Höheres Kommando z.b.V. XXXVI  (Nederlands: Hoger Korps Commando voor speciale inzet 36) was een soort Duits legerkorps van de Wehrmacht tijdens de Tweede Wereldoorlog. Het H.Kdo. z.b.V. (z.b.V = zur besonderen Verwendung) was in actie in Frankrijk in 1940 en Finland in 1941. 

## Krijgsgeschiedenis

### Oprichting
Het Höheres Kommando z.b.V. XXXVI werd opgericht op 19 oktober 1939 in  Grenzschutz-Abschnittkommando 14 in Breslau.

### Inzet
Het Grenzabschnittskommando 14 in nam als deel van het 8e Leger deel aan Fall Weiss, de Duitse inval in Polen. Al op 8 september werd dit Kommando omgedoopt in Korps Gienanth. Vervolgens kreeg het op 19 oktober 1939 de naam Höheres Kommando z.b.V. XXXVI. Tijdens deze Poolse veldtocht bezette het H.Kdo. de provincie Poznan en bleef daar ook tot voorjaar 1940. Van 20 februari tot mei 1940 werd het H.Kko. ook onder de naam "Grenzabschnitt Mitte" in het Generalgouvernement ingezet. Op 11 mei volgde een verplaatsing naar het Westfront, van Radom naar Luxemburg. Een deel van de staf van "Grenzabschnitt Mitte" bleef in Spala en trad toe tot de staf van de "Oberbefehlshabers Oberost". In Luxemburg kwam het H.Kdo. onder bevel van het 16e Leger en naam deel aan Fall Rot. Op 9 juni 1940 beschikte het H.Kdo. hiervoor over de 71e en 169e Infanteriedivisies. Het H.Kdo. rukte op vanuit Luxemburg via Verdun en Nancy naar Toul.

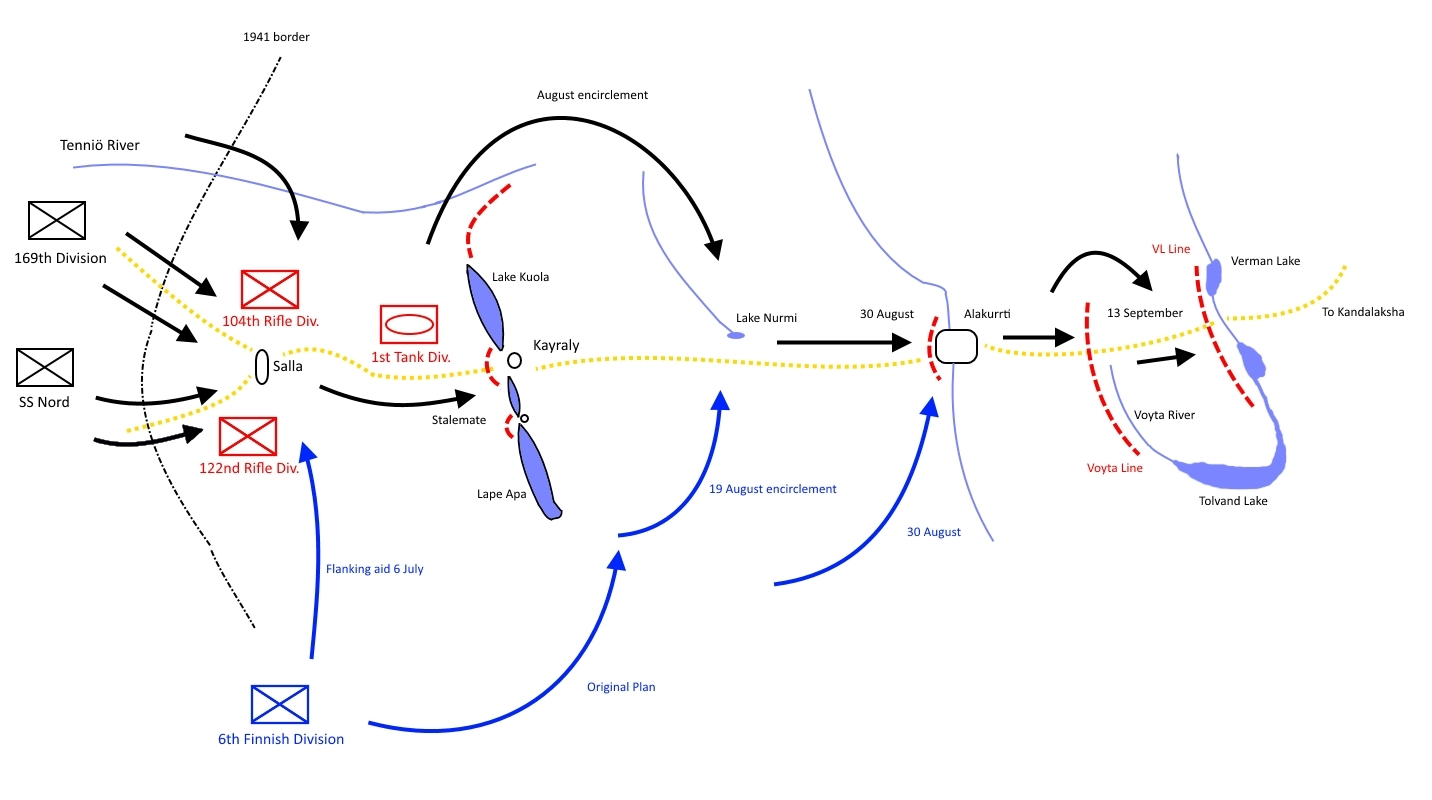
Opmars van het H.Kdo. in 1941

In augustus 1940 volgde een transfer naar Noord-Noorwegen. Hier bereidde het H.Kdo. zich vanaf voorjaar 1941 voor op de veldtocht tegen de Sovjet-Unie. Op 1 juli 1941 opende het H.Kdo. de aanval. Het H.Kdo. beschikte over de SS-Kampfgruppe "Nord" en de 169e Infanteriedivisie, met de 6e Finse Infanteriedivisie in aanvoer. Pantserondersteuning werd geleverd door Panzer-Abteilung 211, uitgerust met buitgemaakte Franse tanks. De campagne had de codenaam Operatie Polarfuchs. Het H.Kdo. had zich verzameld bij Rovaniemi en had als opdracht het gebied Salla – Alakurtti te bereiken en vandaar uit bij Kandalaksja de Moermansk spoorlijn te onderbreken. Het eerste doel was Salla. Op de eerste aanvalsdag leed de SS-Kampfgruppe "Nord" zware verliezen en diens aanval werd afgeslagen. Ook de volgende dag lukte het niet de stellingen van het Sovjet 62e Legerkorps te doorbreken. Pas op 8 juli kon de SS het dorp Salla innemen, maar de SS-Kampfgruppe was voorlopig wegens zware verliezen nauwelijks meer inzetbaar. De Fins-Russische grens werd overgestoken en het volgende doel was Kairala. Met de 169e Infanteriedivisie voorop werd doorgestoten en Kairala werd ingenomen, maar daarna liep de opmars vast. Vervolgens kwam met behulp van omtrekkende bewegingen de opmars weer op gang, maar liep moeizaam. Pas op 30 augustus stond het H.Kdo. voor Alakurtti, dat vervolgens ingenomen werd. Doorstotend naar het oosten kwamen de Duitsers vervolgens eerst vast te liggen voor de Voyta rivier en op 13 september kwam men uiteindelijk vast te liggen voor de Verman-linie. Dat was het einde van de opmars. Verder ging niet meer en het H.Kdo. ging over op een stellingen-oorlog. Gedurende deze campagne had het H.Kdo. een totaal van 9463 man verliezen geleden, waarvan 2549 sinds 1 september.  De 169e Infanteriedivisie had een zodanig lage gevechtskracht over dat het niet eens meer in staat was tot het uitvoeren van defensieve missies.
Het Höheres Kommando z.b.V. XXXVI werd op 18 november 1941 omgedoopt naar 36e Bergkorps ten oosten van Salla in Lapland (Finland).

## Bovenliggende bevelslagen
| Leger          | Legergroep     | Plaats/regio               | Begin            | Eind             |
| -------------- | -------------- | -------------------------- | ---------------- | ---------------- |
| Oberost        | --             | Generalgouvernement        | 19 oktober 1939  | 11 mei 1940      |
| 16. Armee      | Heeresgruppe A | Trier, Lotharingen         | 11 mei 1940      | 18 juni 1940     |
| 16. Armee      | Heeresgruppe C | Lotharingen                | 18 juni 1940     | 12 juli 1940     |
| 1. Armee       | Heeresgruppe C | Lotharingen                | 12 juli 1940     | 24 augustus 1940 |
| Armee Norwegen | OKH            | Norwegen, Finland, Rusland | 24 augustus 1940 | 18 november 1941 |

## Commandanten

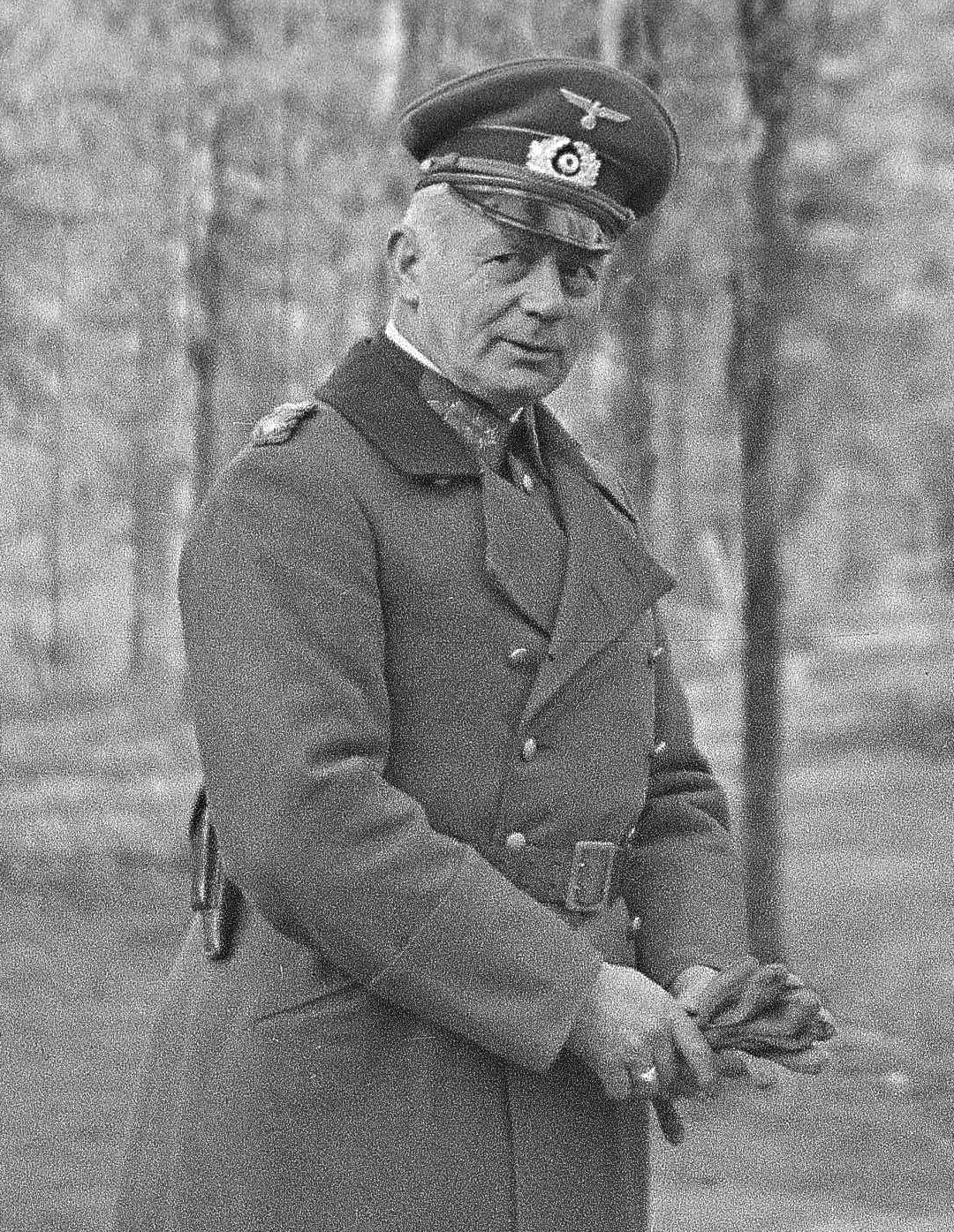
General Hans Feige

| Rang                   | Naam                     | Begin           | Eind             |
| ---------------------- | ------------------------ | --------------- | ---------------- |
| Generalleutnant        | Kurt Ludwig von Gienanth | 19 oktober 1939 | 14 mei 1940      |
| General der Infanterie | Hans Feige               | 14 mei 1940     | 18 november 1941 |